# جزیره تاکه‌تومی
جزیره تاکه‌تومی (به ژاپنی: 竹富島 Taketomi-jima)، جزیره ای است در شهر تاکتومی تاکه‌تومی، اوکیناوا، در ناحیه یائه یاما در استان اوکیناوا، ژاپن. تاکتومی یکی از جزایر یایاما است.[جمعیت جزیره تاکتومی تا ژانویه ۲۰۱۲، ۳۲۳ نفر بوده است.